# ヨーロピアンパーチ
ヨーロピアンパーチ（Perca fluviatilis）は、スズキ目ペルカ科に所属する魚類。基本的には淡水魚であるが、バルト海の塩分濃度の低い沿岸水域にも生息する。
単に「パーチ」と呼んで本種を指すこともあるほか、「Redfin perch」あるいは「English perch」など多くの地域名をもつ。
ロシア名でОкунь（オークニ）と呼ばれている。

## 分布
北はスカンジナビア半島、東はコリマ川までのアドリア海・アラル海・エーゲ海・北極海流入河川を含みイベリア半島を除いたヨーロッパ・シベリア広域に分布する。アルバニア・モンテネグロにまたがるSkadar湖、オーストラリア、イタリア中部および南部、スペインのEbro Delta、南アフリカ共和国、ロシア（アムール川）などに移入。

## 形態

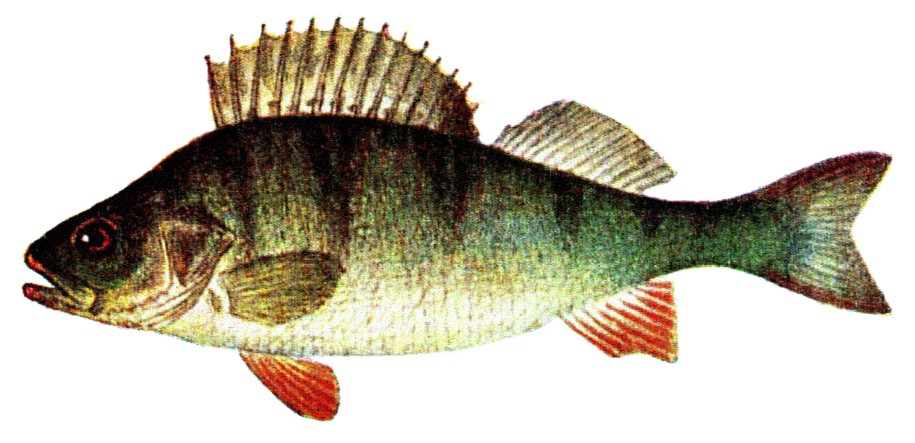
黒い横縞と赤みを帯びた鰭が本種の特徴

最大全長60センチメートルだが、通常は全長25センチメートル程度の個体が多い。脊椎骨数は39 - 42。胴体は緑がかった黄色で、体側面に5 - 9本の横帯が入る。体の大きさは生息域によってさまざまで、移植されたオーストラリアでは欧州産のものよりも大型化する傾向がある。寿命は22年に達し、イギリスでは最大で3kg程度と、欧州本土の平均よりも小型であるとされる。
背鰭棘条数14 - 20、背鰭軟条数13 - 16。第1背鰭は灰色で後部に黒い斑紋と、先端に黒い斑点が入る。第2背鰭は灰黄色。胸鰭は黄色。臀鰭棘条数2、背鰭軟条数7 - 10。背鰭と胸鰭を除く鰭は赤い。

## 分類
ヨーロピアンパーチがスウェーデンの博物学者である Peter Artedi によって初めて学術的に記載されたのは、1730年のことである。彼はスウェーデンの湖で採取した個体を調査し、外見的な特徴に加え鰭条数・椎骨の数など、（当時はriver perchと呼ばれていた）ヨーロピアンパーチの基本的な形態学的特徴を記述した。後の1758年、カール・フォン・リンネはArtediの記述に基づいて、本種に学名 Perca fluviatilis を与えた。

### イエローパーチとの関係
同じペルカ科に所属する近縁のイエローパーチ（Perca flavescens）と本種はよく似ており、互いに交雑することもある。このためイエローパーチは本種の亜種として扱われることがあり、その場合の学名は Perca fluviatilis flavescens となる。自然分布域では生息地が異なるため、自然交配はなく、人為的に導入された地域では交雑する可能性はある。
しかし交雑したパーチが成長可能かどうかははっきりしておらず、ほとんどの分類体系において両者は独立した種とされている。近年の分子生物学的な解析結果も、この見解を支持している。

## 生態
河川や湖・河口など幅広い水域に生息する。水深30mまでの浅場で生活する底生魚で、流れの緩やかな河川や湖沼を主な生息範囲としている。水草など遮蔽物の豊富な場所を好み、物陰に潜んでじっとしている姿がしばしば観察される。
繁殖期は4月末から5月初頭で、水草や水面下の木の根に産卵する。稚魚のほとんどがノーザンパイク、パイクパーチ、ブラックバスや肉食性や雑食性の魚類等の他の動物に捕食されてしまう。水鳥の足に付着して、別の水域に拡散することが知られている。オスは生後1 - 2年で、メスは生後2 - 4年で性成熟する。

## 人間との関係
日本では2005年12月に特定外来生物に指定（2006年2月施行）された。
食用とされることもあり、骨も少ないとされる。調理法として揚げる・焼き魚などが挙げられる。
脂肪が少なく淡白な白身魚で甘味と旨味がある。内臓を除いただけのものを煮付けなどにし、食べると美味。その他の料理法として、塩焼き・唐揚げ・天ぷら（フリッター）・南蛮漬けなどがある。ヨーロピアンパーチは食味が良く小骨が少ないことから、焼き魚・フライなど、食用魚として広く利用されている。パンフィッシュ（Panfish、丸ごと油で揚げて食べる淡水産小魚）の1種としても知られている。レマン湖名物料理として有名。フィレ・ドゥ・ペルシュ (Filet de Perche) は、レマン湖版のフィッシュアンドチップスでパーチの三枚おろしをムニエルかフライで食べる料理。付け合わせはゆでたポテトやフライドポテトとレモン。

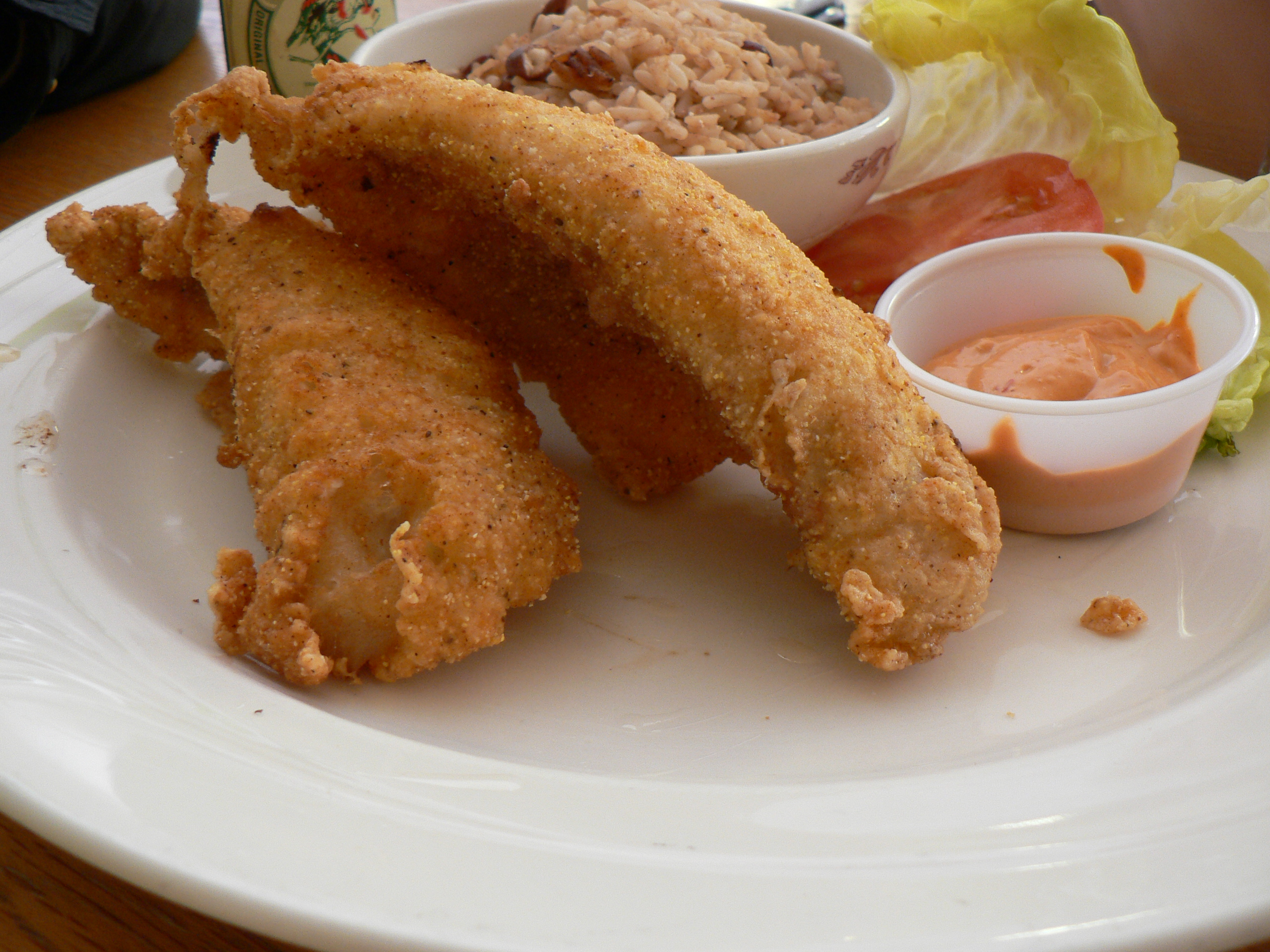
パーチの唐揚げ。

ジュネーブ、ローザンヌ、ヴェヴェイ、モントルー、エヴィアン＝レ＝バン、トノン＝レ＝バンなどレマン湖に面している主な都市で食べることができる。

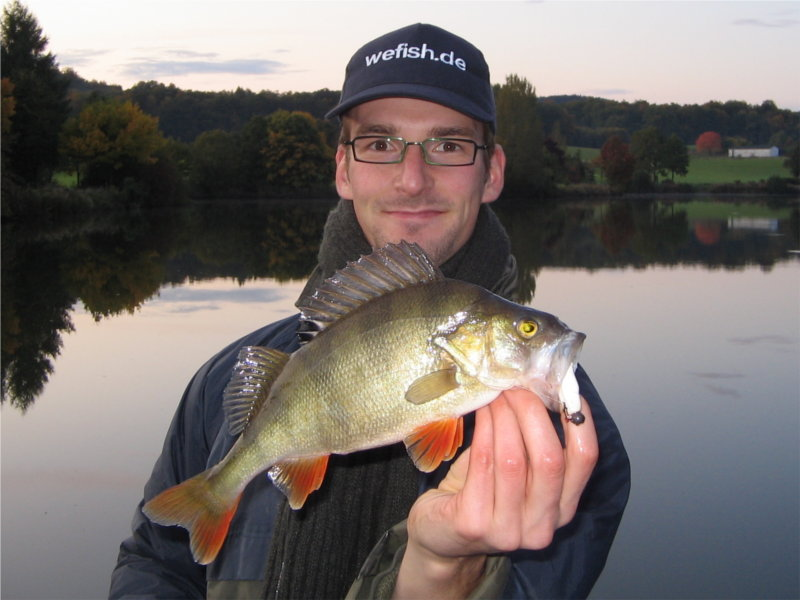
釣り上げられたヨーロピアンパーチ

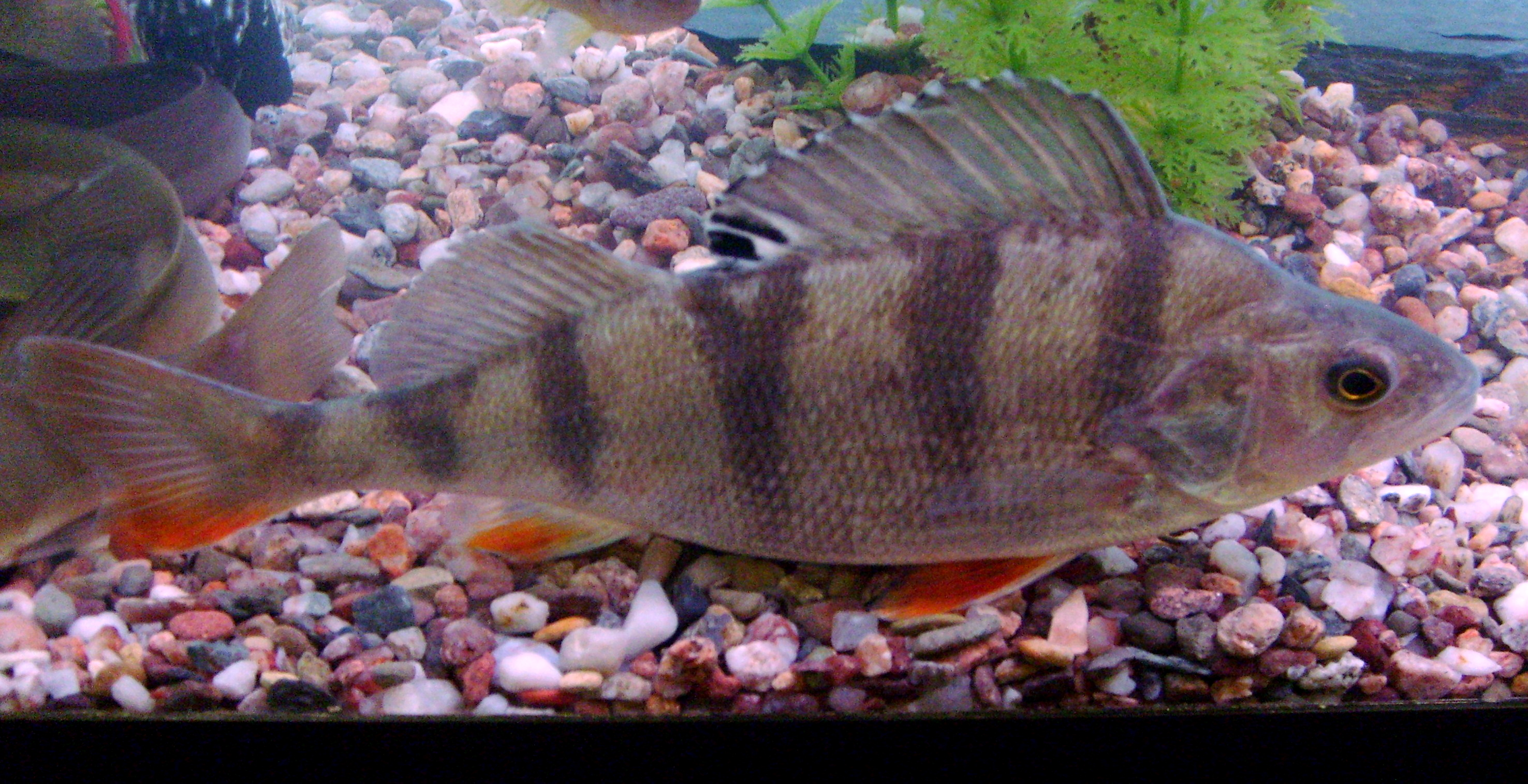
観賞魚としてのパーチ。

サシを使った餌釣りが一般的だが、擬似餌も効果的で、とても人気のある釣り方である。大型の個体を狙う場合は、メダカ、ドジョウ、金魚、その他のコイ科の小魚、カエル、ヌマエビを生き餌として、あるいは死んだ個体を泳がせる釣法、ドバミミズを1匹、またはシマミミズを数匹、釣鈎にチョンがけする場合もある。また地域によって、鮮魚やイカの切り身、ザリガニの尾のむき身も用いる。小さな個体の群れを見つけると、数十匹ものパーチが釣れ続くこともしばしばあり、欧州ではパーチとカワカマスは、水のあるところなら何処にでも生息するとも言われる。大型個体を専門に狙うアングラーも多く、誰でも簡単に釣れる魚として親しまれる一方、とても玄人好みのターゲットでもある。小さなうちは30-50匹程度の大きな群れを作り、25cm以上の個体は3-5匹程度の群れを作る。40cmを超えた大型の個体は単独で行動していることが多いとされるが、季節によっても異なる。大型の個体はとても賢く釣るのが難しい。パイクパーチは本種とカワカマスの種間雑種としばしば間違えられるが、カワカマス属の魚は、ペルカ属である本種とは近縁関係にない。パーチの鰓蓋と大きな背鰭の棘条は、とても硬く鋭いので、素手による魚体の扱いには注意を要する。
飼育するには、大型のアクアリウムと適切な給餌が必要となる。オオカナダモのような水草を厚く植え、身を隠す場所を用意する。餌にはミミズ類、ユスリカやイワシなどを用いる。養殖の場合、稚魚の餌には、ワムシ類、アルテミア（ブラインシュリンプ）幼生、ミジンコなどが与えられる。

## 画像

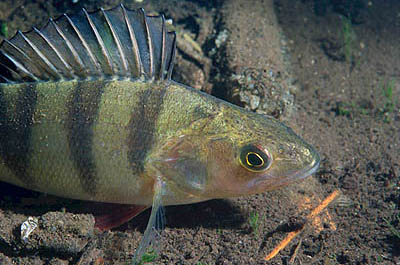
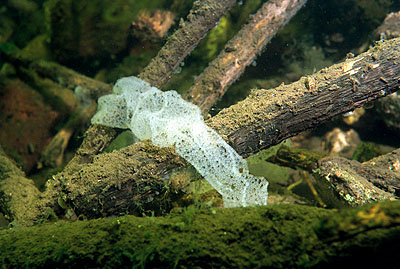
卵塊
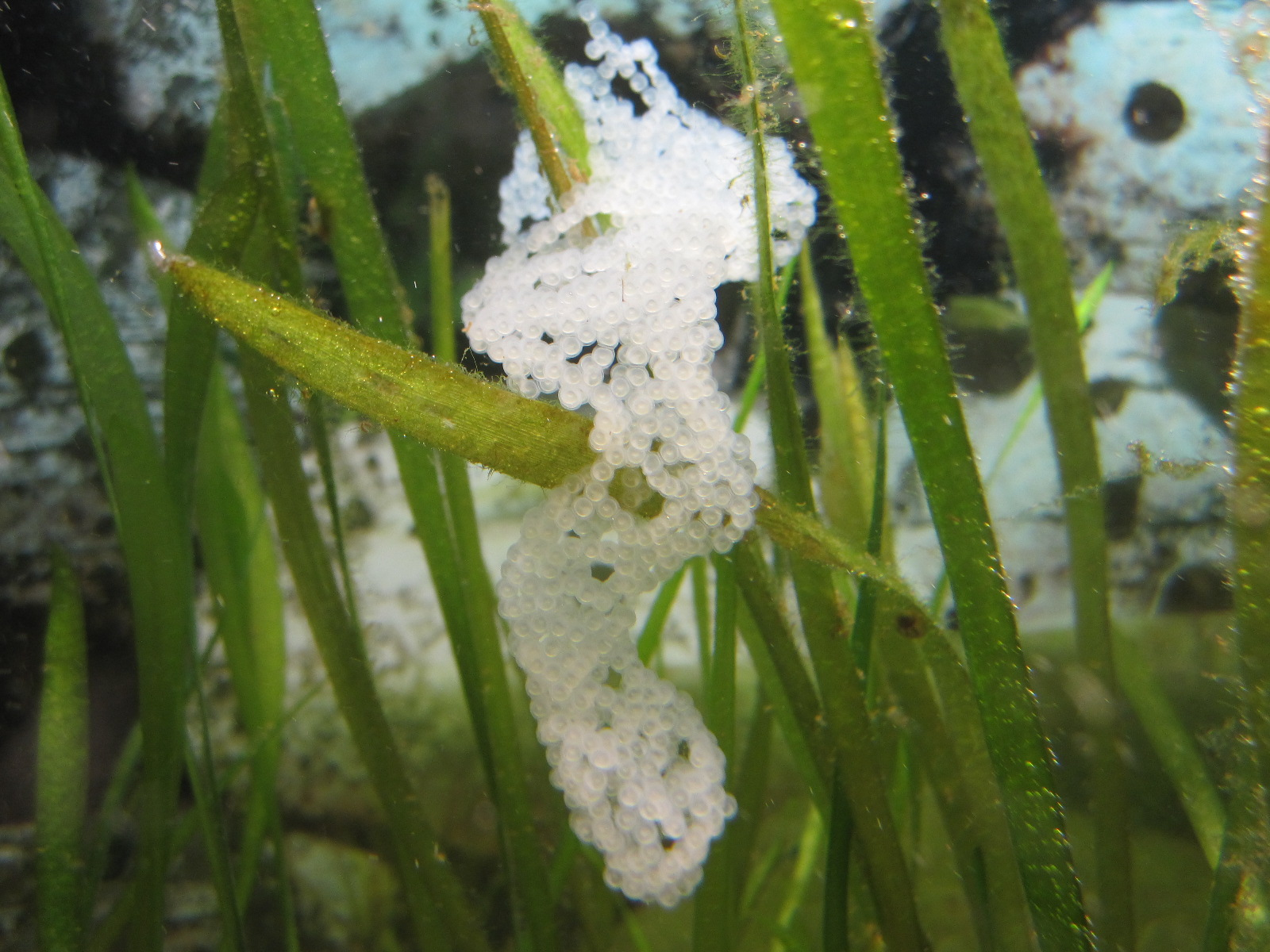
卵塊